# Domicila
Domicila je staré ženské křestní jméno latinského původu. Je odvozeno od slova domitus, k němuž byla přidána přípona -illa, která značí zdrobnělinu. Jméno se vykládá jako zkrocená či utlumená, případně jako malá krotitelka. Jméno nemá kromě jazyka původu nic společného s podobně znějícím jménem Dominika. Svátek slaví dne 20. dubna, popřípadě 7. května či 12. května na svátek svaté Flavie Domicily.
Matriční zápisy z 18. století dokazují, že jméno v Česku bylo extrémně sporadické, dosud bylo prokázáno pouze v jedné farnosti (Mohelno). V současnosti žádné nositelky tohoto jména v Česku nežijí. I přesto, že se jméno mezi ženami a dívkami příliš nevyskytovalo, existuje pranostika vztahující se ke 20., potažmo 25. dubnu: „Potí-li se Domicila, bude Marek chodit v kožiše.“
Ve světě je nejčastější formou tohoto jména Domitila, která se vyskytuje převážně v Mexiku (původem španělská podoba), a Domitilla, která se nejčastěji vyskytuje v Itálii. Podoba Domicela je užívaná v Polsku. Další podoby tohoto jména se stejným významem jsou Domicilla, Domitia, Domicia, Domicie, Domiciana, Domitiana a Domiziana.

## Známé osobnosti
- Domitilla starší – manželka císaře Vespasiana a matka císařů Tita a Domitiana
- Domitilla mladší – dcera císaře Vespasiana
- sv. Flavia Domitilla – vnučka císaře Vespasiana, podle legendy je spjata se svatými Nereem a Achileem, kteří pro ni sloužili a spolu s kterými konvertovala ke křesťanství
- Domitila de Carvalho – jedna ze tří prvních ženských členek portugalského parlamentu
- Domitila de Castro – brazilská šlechtična
- Domiziana Cavanna – italská synchronizovaná plavkyně
- Domitilla D'Amico – italská herečka
- Domitila García de Coronado – kubánská spisovatelka, první novinářka na Kubě
- Domiziana Giordanová – italská herečka a výtvarnice
- Domitilla Harding – italská designérka a umělkyně
- Domitila Chúngara – bolivijská dělnická vůdkyně a feministka
- Domicela Kopaczewska – polská politička
- Domitia Longina – římská císařovna, manželka císaře Domitiana